# 奈良県道221号小村木津線
奈良県道221号小村木津線（ならけんどう221ごう おむらこつせん）は、奈良県吉野郡東吉野村を通る一般県道である。

## 概要
吉野郡東吉野村大字小から吉野郡東吉野村大字木津に至る。
丹生川上神社と伊勢街道である国道166号を結ぶ県道。路線名には「小村」とあるのは、起点の吉野郡東吉野村小（おむら）が、元は「吉野郡小村」であったことに由来する。当道路と国道は、吉野郡東吉野村高見地区の集落を縫った後に合流していたが、2009年（平成21年）5月1日に、吉野郡東吉野村伊豆尾から国道166号木津トンネルの東坑口付近で合流することで距離を短縮する木津バイパスが供用されている。

### 路線データ
- 起点：吉野郡東吉野村大字小（奈良県道220号大又小川線交点）
- 終点：吉野郡東吉野村大字木津（国道166号交点）

## 地理

### 通過する自治体
- 奈良県
  - 吉野郡東吉野村

### 交差する道路
| 交差する道路            | 交差する場所 | 交差する場所 |
| ----------------------- | ------------ | ------------ |
| 奈良県道220号大又小川線 | 大字小       | 起点         |
| 国道166号               | 大字木津     | 終点         |

### 沿線
- 丹生川上神社